# 三河坝镇
三河坝镇，原为三河坝乡，是中华人民共和国甘肃省陇南市康县下辖的一个乡镇级行政单位。2018年3月撤乡设镇。区划代码改为621224115。

## 行政区划
三河坝镇下辖以下地区：
瓦子坝村、小村沟村、小垭村、三河坝村、大湾村、垭合村、席坝村、斜坡村、水草坝村、马家山村、牛头山村、母家河村、公家湾村、秧田坝村、石碑岭村、秧田大湾村和小河坝村。